# Daniel Wiechmann
Daniel Wiechmann (* 25. Dezember 1974 in Ost-Berlin) ist ein deutscher Journalist und Schriftsteller.

## Leben
Nach dem Abitur in Berlin zog er nach München, um dort an der Deutschen Journalistenschule Journalistik zu studieren. Bereits während der Studienzeit begann er Artikel für verschiedene Zeitungen zu schreiben. Gemeinsam mit seinem Mitstudenten Oliver Kuhn schrieb er mehrere Bücher, bevor dieser Chefreporter beim Playboy und Wiechmann Chefredakteur beim Münchner Stadtmagazin GO wurden. Neben der dortigen Arbeit schreibt er weiterhin humoristische Bücher über die Probleme des Alltags. 2004 schrieb er ein Erinnerungsbuch über seine Zeit als Jungpionier. Wiechmann ist mit einer Italienerin verheiratet und lebt mit seiner Familie in München.

## Werke
- mit Oliver Kuhn: Mein schwuler Friseur. Droemer/Knaur 2000, ISBN 3-426-61768-4.
- mit Oliver Kuhn: Montag morgen und es ist draußen noch dunkel. Droemer/Knaur, ISBN 3-426-62071-5.
- mit Oliver Kuhn: Bumsen, Bügeln, Bergsteigen. Droemer/Knaur 2002, ISBN 3-426-62244-0.
- Immer bereit! Von einem Jungen Pionier, der auszog, das Glück zu suchen. Droemer/Knaur 2004, ISBN 3-426-27335-7.
- Zickenterror. Was Männer über Frauen denken. Droemer/Knaur 2005, ISBN 3-426-62962-3.
- Hilfe, wir sind schwanger. Knaur, 2008.
- Caveman. Das Buch. riva, München 2009, ISBN 978-3-86883-014-9.
- Wo wohnt der Fisch, wenn das Aquarium geputzt wird? mvg, München 2009, ISBN 978-3-86882-022-5.
- Schleich di! …oder Wie ich lernte, die Bayern zu lieben. Knaus, 2013, ISBN 978-3-81350-516-0.
- Der verrückteste Reiseführer Deutschlands. riva Verlag 2022, ISBN 978-3742320766.
- Der verrückteste Reiseführer Deutschlands 2. riva Verlag 2023, ISBN 978-3-74232-431-3.